# Sven Lindqvist
Sven Lindqvist, švedski pisatelj, * 28. marec 1932, Stockholm, † 14. maj 2019, Stockholm.

## Življenje
Lindqvist je doktoriral iz literarne zgodovine na stockholmski univerzi, s strani švedske vlade je prejel častno mesto profesorja, častni doktorat mu je podelila Univerza v Uppsali.
Poročen je z Agneto Stark, ekonomistko, ki se bori za pravice žensk. Ima dva otroka, Claro in Arona.